# Wincenty Górski
Wincenty Józef Górski herbu Ślepowron (ur. 2 września 1899 w Oszczeklinie, w powiecie kaliskim, zm. wiosną 1940 w Katyniu) – porucznik kawalerii Wojska Polskiego, kawaler Orderu Virtuti Militari, ziemianin, współwłaściciel majątku Oszczeklin, inżynier rolnik, publicysta, ofiara zbrodni katyńskiej.

## Życiorys
Urodził się w rodzinie Wincentego Jacka Beniamina (ziemianina, uczestnika powstania styczniowego i dyrektora Pierwszego Warszawskiego Wzajemnego Kredytu) oraz Wandy z Wołowskich herbu Prus II. Wychowywał się w rodzinie o bogatych tradycjach patriotycznych. Jego przodkowie służyli w kawalerii napoleońskiej i w powstaniu listopadowym.  
Absolwent gimnazjum im. św. Stanisława Kostki w Warszawie oraz Szkoły Głównej Gospodarstwa Wiejskiego w Warszawie.  
9 listopada 1918 roku w Dębicy wstąpił do 1 szwadronu 3 Pułku Strzelców Konnych. Pułk ten był kolejno przemianowany na 1-szy Pułk Strzelców Konnych, a następnie na 9-ty Pułk Ułanów. 15 listopada zapadł na ciężkie zapalenia płuc i był leczony w Dębicy, w Krakowie, gdzie był operowany, oraz w Warszawie.  
Do czynnej służby wojskowej wrócił 1 maja 1919 roku i już 8 maja wziął udział w wojnie polsko-ukraińskiej, walcząc w bitwie pod Balicami. Brał następnie udział w zajmowaniu Sambora, Stryja, Drohobycza, Stanisławowa i Buczacza. 5 lipca 1919 roku został odkomenderowany do podoficerskiej szkoły jazdy w Nowej Wsi, w której przebywał do 1 września 1919 roku.   
Od 10 września do 6 grudnia 1919 roku był uczniem 19. klasy (jazdy) Szkoły Podchorążych Piechoty w Warszawie. 1 stycznia 1920 roku został mianowany podporucznikiem w kawalerii i przydzielony do 2 pułku Ułanów Wielkopolskich. Od 3 marca do maja 1920 roku dowodził szwadronem karabinów maszynowych w 3 Pułku Piechoty Legionów podczas wojny polsko-bolszewickiej. W dniu 25 maja 1920 r. pod Teleszówką czasie odwrotu, dowodząc oddziałem technicznym pułku, pod huraganowym ogniem artylerii i karabinów maszynowych nieprzyjaciela, własnoręcznie wysadził w powietrze 3 mosty, a następnie pozostawał do ostatniej chwili, jako straż tylna, uzyskując czas konieczny do bezpiecznego odwrotu brygady. Za ten czyn został odznaczony Krzyżem Virtuti Militari V klasy.
Późnym latem i jesienią 1920 roku walczył na granicy litewskiej pod dowództwem płk. Skrzyńskiego. Wysłany 2 września 1920 roku jako parlamentariusz został przez Litwinów internowany, a następnie zwolniony 1 listopada 1920 roku. W wojsku pozostał do 17 października 1921 roku, by następnie wrócić do Warszawy i podjąć przerwane studia na SGGW, które ukończył w 1925 roku, uzyskując dyplom inżyniera rolnika.
W latach 20. był oficerem rezerwowym 16 pułku Ułanów Wielkopolskich w Bydgoszczy. 29 stycznia 1932 roku został mianowany porucznikiem ze starszeństwem z dniem 2 stycznia 1932 roku i 21. lokatą w korpusie oficerów rezerwowych kawalerii. W 1934 roku pozostawał w ewidencji Powiatowej Komendy Uzupełnień Łask. W dalszym ciągu posiadał przydział w rezerwie do 16 pułku Ułanów Wielkopolskich. Następnie przeniesiony ewidencyjnie do Powiatowej Komendy Uzupełnień Konin i przydzielony w rezerwie do 7 pułku strzelców konnych wielkopolskich w Poznaniu. 
W okresie międzywojennym administrował rodzinnym majątkiem Oszczeklin oraz innymi dobrami, takimi jak: Krzyszkowice, Łask i Kazimierz Biskupi. Na wszystkich tych stanowiskach dał się poznać, jako bardzo dobry rolnik i uzdolniony organizator. 
W kampanii wrześniowej wzięty do niewoli radzieckiej. W grudniu 1939 był jeńcem obozu w Kozielsku (być może wcześniej w Starobielsku), skąd pochodzi ostatni ślad życia - kartka pocztowa datowana na 10 lutego 1940 roku (datownik pocztowy z Moskwy podaje datę 1 marca 1940 roku) adresowana do Biura Poszukiwania Rodzin w Warszawie z prośbą o podanie adresu żony. Między 19 a 21 kwietnia 1940 przekazany do dyspozycji naczelnika smoleńskiego obwodu NKWD – lista wywózkowa 035/4, poz. 33 z 16.04.1940, akta nr 4736. Został zamordowany między 20 a 22 kwietnia 1940 przez NKWD w lesie katyńskim. Zidentyfikowany podczas ekshumacji prowadzonej przez Niemców w 1943, zapis w dzienniku ekshumacji pod datą 28.04.1943. Przy szczątkach znaleziono książeczkę wojskową, telegram, świadectwo szczepień nr 2, order Virtuti Militari z legitymacją, okulary, notatnik z adresami, kartę pocztową nadaną przez Zofię Górską z Warszawy, list, listę towarzyszy broni poległych w 1939 w walkach z Rosjanami. Następnie został ponownie pochowany w zbiorowej mogile. Figuruje na liście AM-182-0623 i liście Komisji Technicznej PCK pod numerem 0623. Nazwisko Górskiego znajduje się na liście ofiar (pod nr 0623) opublikowanej w Gońcu Krakowskim nr 107 i w Nowym Kurierze Warszawskim nr 109 z 1943. Krewni do 1957 poszukiwali informacji przez Biuro Informacji Czerwonego Krzyża. 
Symboliczny grób Górskiego znajduje się na Cmentarzu Powązkowskim (kwatera numer 28). 
Mieszkał w Oszczeklinie. Od 28 kwietnia 1934 roku żonaty z Zofią Karnkowską córką Kazimierza Karnkowskiego i Heleny z Orzechowskich. Miał z nią syna Kazimierza (ur. 1930) i córkę Teresę (ur. 1932).
5 października 2007 minister obrony narodowej Aleksander Szczygło mianował go pośmiertnie na stopień kapitana. Awans został ogłoszony 9 listopada 2007, w Warszawie, w trakcie uroczystości „Katyń Pamiętamy – Uczcijmy Pamięć Bohaterów”.

## Ordery i odznaczenia
- Krzyż Srebrny Orderu Wojskowego Virtuti Militari nr 3366 – 30 czerwca 1921[14][15]
- Medal Pamiątkowy za Wojnę 1918–1921[16]
- Krzyż Kampanii Wrześniowej – pośmiertnie 1 stycznia 1986